# Isole Diego Ramírez
Le isole Diego Ramírez (in spagnolo Islas Diego Ramírez) sono un gruppo di piccole isole ed isolotti appartenenti al Cile, si trovano circa Km 100 sud-ovest del Capo Horn, nello stretto di Drake (56°30′S 68°43′W), e circa Km 790 nord-ovest dall'Isole Shetland Meridionali (Antartide), e sono considerate il punto più meridionale del continente americano, essendo anche la terra più vicina al territorio antartico nel mondo.
Appartengono amministrativamente al comune di Cabo de Hornos nella Antartica Cilena, parte della regione Magellane e Antartide Cilena.
L'arcipelago è composto da due gruppi, quello del nord è più piccolo e si chiama Rocas Norte (« Rocce Nord »), in cui ci sono - da nord a sud - l'isolotto Cabezas, l'isolotto Peñailillo, l'isola Norte, l'isolotto Martínez e l'isolotto Mendoza. Nel gruppo del sud ci sono l'isolotto Santander, gli isolotti Vergara, l'isola principale: Bartolomé, l'isolotto Pontevedra, l'isolotto García, l'isola Gonzalo (quella seconda per estensione), l'isolotto Ester, e altri isolotti minori come quelli Torres, Nahuel, Barros, Hernández e Águila.
Le isole sono coperte da vegetazione erbosa, muschi e licheni. Le coste sono abbastanza scoscese. Il clima è di tundra isotermica (freddo con temperature medie basse), con abbondanti precipitazioni. Come è frequente a queste latitudini subantartiche, si hanno forti e costanti venti dall'ovest. Le isole furono scoperte il 12 febbraio del 1619 dai fratelli Bartolomé e Gonzalo Nodal, che le battezzarono in onore al cosmografo, Diego Ramírez de Arellano. Furono per molto tempo (156 anni) le terre più meridionali scoperte, fino alla scoperta delle Isole Sandwich meridionali, nel 1775.
Sono sede di una stazione meteorologica, installata dalla Marina del Cile nel 1951 e rifornita parecchie volte all'anno. Le navi da crociera occasionalmente passano vicino alle isole nella loro rotta verso l'Antartide. Sono un importante luogo di nidificazione di uccelli marini australi, come l'albatros e il petrello gigante.

## Galleria d'immagini

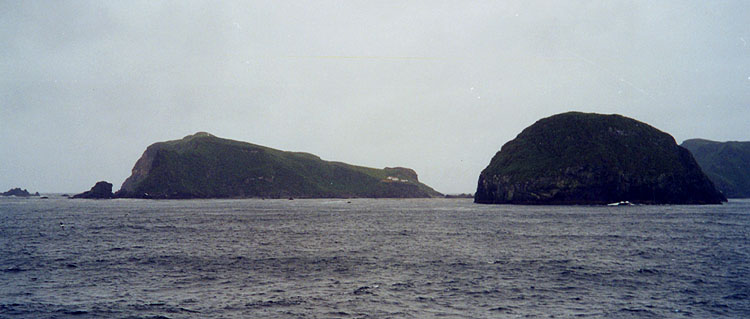
Isole Diego Ramirez
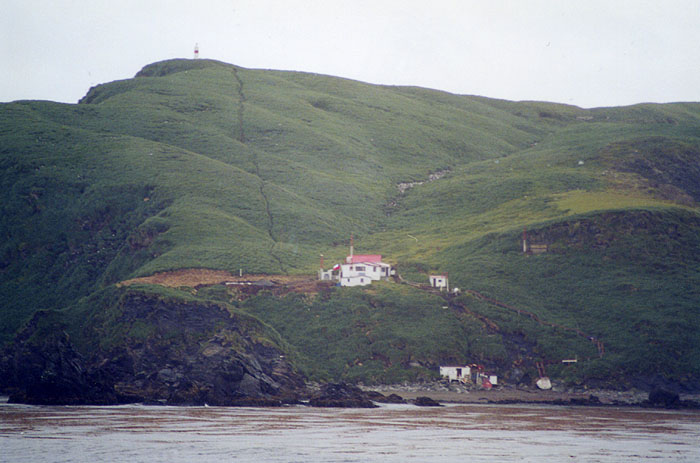
Stazione meteorologica, isola Gonzalo